# 宗教心理學
宗教心理學（英語：Psychology of religion）是一種把心理方法及解釋框架應用於宗教傳統、宗教本身及個人的科學。這門科學嘗試透過心理學來準確描述宗教思想及行為的本身、起源及應用。雖說宗教心理學這門學說是由其始創人為威廉·詹姆斯(William James)創立於19世紀末期，但其實相關學說在多個世紀前就已經開始出現。
威廉·詹姆斯在其著作《宗教經驗的種種》中討論了宗教經驗問題，宗教心理學的研究對象包括個人及群體在宗教活動中特有的心理現象、宗教對個人心理過程和個性特徵發展的影響，廣義的宗教意識及宗教情感等，以心理學角度研究宗教起源、功能、意識本質、意識起因、意識發展、宗教經驗的心理反應、宗教象徵的心理作用等，涉及觀察心理學、實驗心理學、精神分析理論、客體關係理論、深層心理學、文化心理學、生態心理學、分析心理學和超個人心理學等。在宗教起源問題方面，主要學說有認知說、情緒說及意動說。而在宗教功能問題上，主要認為有利己、價值、認識、合群社會化等功能。
儘管現時宗教有多個領域仍未為心理學所探索，但宗教及靈性在很多人的生命中佔着很重要的角色。

## 關於宗教作用的假設
關於宗教在現代世界中的作用，存在三個主要假設。

### 世俗化
第一個假設是世俗化，普遍認為科學與科技將取代宗教。
世俗化支持把宗教與政治、倫理及心理學分離。泰勒解釋說，世俗化否認宗教信仰的超越性、神性和理性。

### 宗教轉型
對世俗化假說的挑戰導致重大修正，導致宗教轉變假說。 
這種觀點認為，個人主義和社會解體的總體趨勢將導致宗教發生變化，使宗教實踐更加個性化和精神集中。 
這反過來有望產生更多的精神追求，儘管並非宗教機構所獨有。 
折衷主義，從多種宗教/精神系統和新時代運動中汲取靈感，預計也會產生。

### 文化鴻溝
為了回應宗教轉型假說，羅納德·英格爾哈特率先更新了世俗化假說。他的論點取決於這樣一個前提，即宗教的發展是為了滿足人類對安全的需求。因此，歐洲社會和經濟安全的發展解釋了由於缺乏宗教需要而相應的世俗化。 
然而，宗教在社會和經濟不安全現象猖獗的第三世界繼續存在，預計總體影響將是文化差異不斷擴大。
宗教信仰源於人類對安全的需要的觀點也通過將宗教信仰作為控制的補償機制進行研究而得到進一步推進。這些研究的動機是人們致力於維持秩序和結構的信念，以防止對混亂和隨機性的信念。 

## 宗教與精神疾病
儘管許多研究人員提供了宗教在健康中發揮積極作用的證據，但其他研究人員表明，宗教信仰、習俗和經歷可能與各種精神疾病有關（情緒障礙、人格障礙和精神障礙）。2012 年，哈佛醫學院的一組精神病學家、行為心理學家、神經學家和神經精神病學家發表了一項研究，建議開發一種新的與宗教妄想和過度宗教相關的精神疾病診斷類別。 
他們將聖經中最重要人物（亞伯拉罕、摩西、耶穌基督和保羅）的思想和行為與受與精神病譜系相關的精神障礙影響的患者進行比較，使用不同的障礙群和診斷標準（DSM- IV-TR)，並得出結論，這些聖經人物“可能有精神病症狀，這些症狀為他們的啟示提供了靈感”，例如精神分裂症、分裂情感障礙、躁狂抑鬱症、妄想症、自負妄想症、聽覺-視覺幻覺、偏執狂、Geschwind 綜合徵（尤其是保羅）以及與顳葉癲癇 (TLE) 相關的異常經歷。 作者認為耶穌試圖將自己判處死刑（“代理人自殺”）。
該研究更進一步，還側重於精神病理學的社會模型，分析了新的宗教運動和具有超凡魅力的邪教領袖，例如大衛教派的領袖大衛·考雷什和天堂之門的創始人馬歇爾·阿普爾懷特。研究人員得出結論，“如果大衛·考雷什和馬歇爾·阿普爾懷特被認為具有精神病譜系信念，那麼精神病的診斷必須嚴格依賴於無法維持社會群體的前提就變得站不住腳了。出現精神病症狀的個體子集能夠形成強烈的社會紐帶和社區，儘管對現實的看法極其扭曲類似妄想的信念，卻在普通人群中很常見。”

## 宗教與心理治療
在心理治療中越來越多地考慮客戶的宗教信仰，目的是改善服務和治療效果，基於這個理論產生是有神論的心理治療。從概念上講，它包括神學原則、人格的有神論觀點和心理治療的有神論觀點。 遵循明確的最小化策略，治療師試圖通過承認他們的宗教觀點同時尊重客戶的宗教觀點來最小化衝突。這被認為可以提高治療師在治療中直接利用宗教實踐和原則的潛力，例如祈禱、寬恕和恩典。與這種方法相反，精神分析師羅賓·布朗論我們的精神承諾在多大程度上仍然是無意識的。借鑒榮格的著作，布朗建議“我們的偏見只能在它們不再是我們的偏見的範圍內被擱置”。

## 參看
- 宗教學
- 心理學
- 生命教育
- 宗教經驗
- 宗教妄想
- 信仰治療
- 瀕死經驗
- 前世回溯
- 通靈

## 外部連結
- Psychology of religion pages（页面存档备份，存于）(宗教的心理)
- Varieties of Religious Experience, a Study in Human Nature by William James
- Psychology of Religious Doubt
- Psychology of religion in Germany（页面存档备份，存于）
- International Association for the Scientific Study of Religion（页面存档备份，存于）